# Haute Murgia
Pour les articles homonymes, voir Murgia.
La Haute Murgia est une sous-région des Pouilles qui comprend des territoires de la ville métropolitaine de Bari, de la province de Barletta-Andria-Trani et de la province de Tarente.

## Communes
La Haute Murgia comprend plusieurs communes, : Acquaviva delle Fonti, Altamura, Andria, Bari, Bitonto, Bitritto, Cassano delle Murge, Castellaneta, Corato, Gioia del Colle, Gravina in Puglia, Grumo Appula, Laterza, Minervino Murge, Poggiorsini, Ruvo di Puglia, Santeramo in Colle, Spinazzola et Toritto.